# Jhon Murillo
Jhon Eduard Murillo Romaña (El Nula, 21 november 1995) is een Venezolaans voetballer die bij voorkeur als vleugelspeler speelt. Hij tekende in 2015 bij SL Benfica. In hetzelfde jaar debuteerde hij voor Venezuela.

## Clubcarrière
Murillo werd geboren in El Nula en is afkomstig uit de jeugdopleiding van Zamora. Op 22 oktober 2012 debuteerde hij in de Venezolaanse competitie tegen Llaneros FC. Op 19 augustus 2013 maakte de vleugelaanvaller zijn eerste competitietreffer tegen Deportivo Italia. Tijdens het seizoen 2013/14 maakte hij elf treffers in 32 competitiewedstrijden. Het seizoen erop maakte Murillo acht doelpunten in 22 competitieduels. In 2015 zette hij zijn handtekening onder een vijfjarige verbintenis met SL Benfica.

## Interlandcarrière
Op 12 februari 2015 debuteerde hij voor Venezuela in de vriendschappelijke interland tegen Honduras. Hij viel na 56 minuten in voor Argenis Gómez en maakte één minuut na zijn invalbeurt het winnende doelpunt voor Venezuela (2–1). Murillo nam ook deel aan de Copa América 2015, maar kwam niet in actie.